# Breviceratop
El breviceratop (Breviceratops, "cara banyuda curta") és un gènere de dinosaure ceratop que va viure al Cretaci superior. Les seves restes fòssils s'han trobat a Mongòlia. En un principi els fòssils foren descrits per Maryanska i Osmolska l'any 1975 com a pertanyents a un protoceratop, l'any 1990 foren recol·locats en el nou gènere breviceratop.
L'espècie tipus és Breviceratops kozlowskii.